# Smodicinodes
Smodicinodes là một chi nhện trong họ Thomisidae.